# Bílá (Liberec)
Bílá è un comune della Repubblica Ceca facente parte del distretto di Liberec, nella regione omonima.